# アグテレキ・ベーラ
アグテレキ・ベーラ（Aggteleky Béla、1890年 - 1977年）は、ハンガリーの軍人。中将。
オーストリア・ハンガリー軍において、第一次世界大戦に従軍。
ハンガリー独立後、ハンガリー軍に入隊。1940年～1941年、第1旅団を指揮し、ユーゴスラビアでの軍事行動に参加。1942年10月、第2軍団長に任命。1943年11月、第1軍団長、1944年8月、第2軍団長に任命。1944年10月8日、第1軍団長に再任されたが、7日後に解任された。
| スタブアイコン | サブスタブ | この項目は、まだ閲覧者の調べものの参照としては役立たない、人物に関連した書きかけの項目です。この項目を加筆・訂正などしてくださる協力者を求めています（P:人物伝/PJ:人物伝）。 |